# Maghreblerche
Die Maghreblerche (Galerida macrorhyncha) ist eine Art aus der Familie der Lerchen. Ihr Verbreitungsgebiet liegt im Norden Afrikas. Sie galt lange Zeit als Unterart der Haubenlerche, wird aber seit 2009 als eigenständige Art anerkannt.

## Merkmale
Die Maghreblerche erreicht eine Körperlänge von etwa 17 bis 18 Zentimetern. Es besteht kein auffallender Geschlechtsdimorphismus.
Die Körperoberseite ist gelbbraun bis zimtfarben mit einer hellen Streifung in hell rötlich-braun oder olivbraun. Insgesamt wirkt die Oberseite einheitlich sandfarben-braun, die Körperunterseite dagegen creme-gelbbraun. Die obere Brust ist schmal und grau gestrichelt.

## Verbreitungsgebiet und Lebensraum

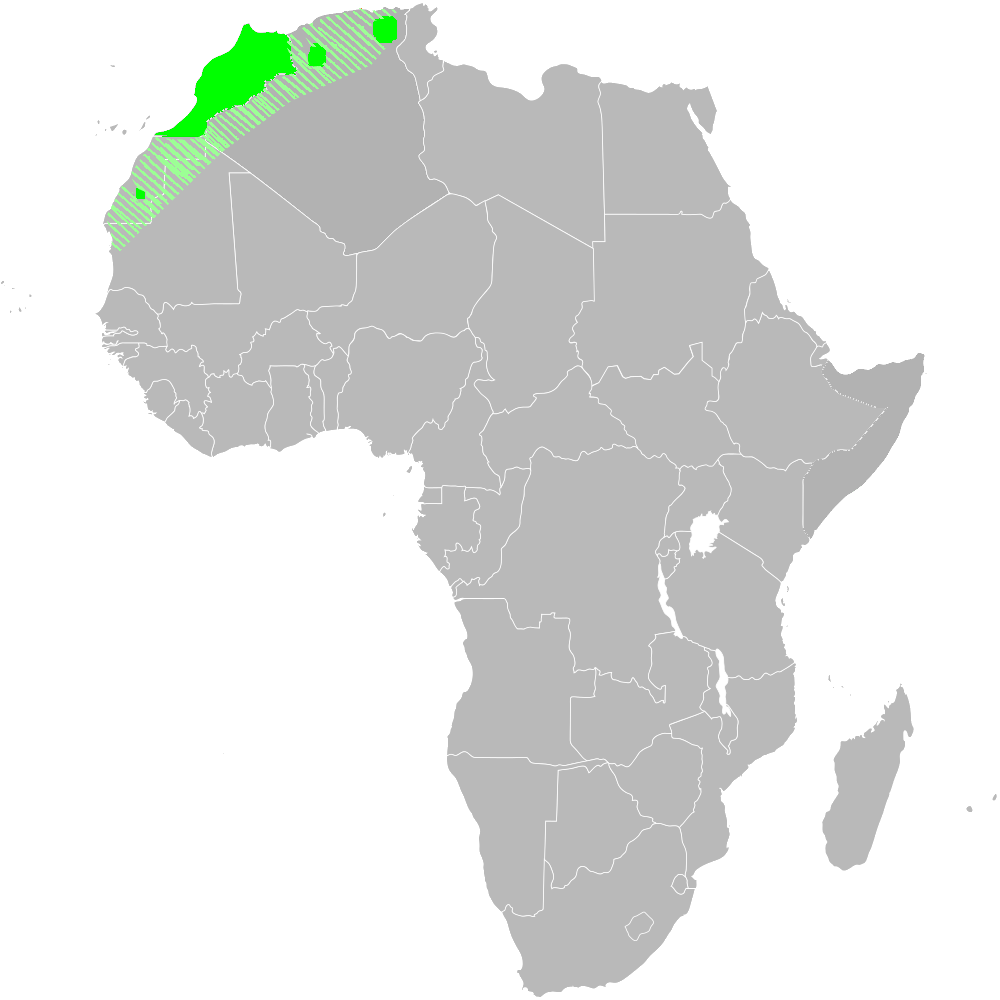
Verbreitungsgebiet der Maghreblerche

Es werden zwei Unterarten unterschieden:
- G. m. randonii Loche, 1860 – Hochland der Schotts von Algerien bis nach Ostmarokko. Sie kommt hier bis in das Flusstal des Moulouya vor. Es ist möglich, dass sie auch entlang der nördlichen Hänge des Hohen Atlas bis nach Marrakesch verbreitet ist.[4]
- G. m. macrorhyncha Tristram, 1859 – Das Vorkommen dieser Unterart reicht vom Süden der Westsahara, dem algerischen Saharaatlas bis in den Westen von Mauretanien.

Der Lebensraum sind trockenwarme Areale in Halbwüsten und entlang von Steppenrändern. Sie kommt gelegentlich im selben Verbreitungsgebiet wie die Theklalerche vor.

## Lebensweise
Die Nahrung der Maghreblerche besteht aus Insekten und Sämereien. Die Fortpflanzungsbiologie der Maghreblerche dürfte weitgehend der der Haubenlerche entsprechen.

## Einzelbelege
1. ↑  Guillaumet, Alban; Pons, Jean-Marc; Godelle, Bernard; Crochet, Pierre-Andre (2006). History of the Crested Lark in the Mediterranean region as revealed by mtDNA sequences and morphology. Molecular Phylogenetics and Evolution. 39 (3): 645–56. doi:10.1016/j.ympev.2006.01.002.
2. ↑  Pätzold: Kompendium der Lerchen. S. 314.
3. ↑  IOC World Bird List 6.4. In: IOC World Bird List Datasets. doi:10.14344/ioc.ml.6.4 (englisch, worldbirdnames.org).
4. ↑  Pätzold: Kompendium der Lerchen. S. 313.